# Atletica leggera ai Giochi della XXVI Olimpiade - 10000 metri piani maschili

Video della Finale

I 10000 metri piani hanno fatto parte del programma di atletica leggera maschile ai Giochi della XXVI Olimpiade. La competizione si è svolta nei giorni 26 e 29 luglio 1996 allo Stadio Olimpico del Centenario di Atlanta.

## Presenze ed assenze dei campioni in carica
| Competizione         | Atleta             | Prestazione | Atlanta 1996 |
| -------------------- | ------------------ | ----------- | ------------ |
| Olimpiadi 1992       | Khalid Skah        | 27'46"70    | Presente     |
| Commonwealth 1994    | Lameck Aguta       | 28'38"22    | Non qual.    |
| Goodwill Games 1994  | Hammou Boutayeb    | 28'10”89    | Rit. 1995    |
| Europei 1994         | Abel Antón         | 28'06"03    | Presente     |
| Coppa del mondo 1994 | Khalid Skah        | 27'38”74    | Presente     |
| Asiatici 1994        | Toshinari Takaoka  | 28'15”48    | Assente      |
| Africani 1995        | Josphat Machuka    | 28'03”6     | Presente     |
| Mondiali 1995        | Haile Gebrselassie | 27'12”95    | Presente     |
|                      |                    |             |              |
| Mondiali junior 1992 | Haile Gebrselassie | 28'03”99    | Presente     |

1. ↑  Sotto la bandiera del Marocco.

## La gara
Si scontrano due grandi talenti, Haile Gebrselassie e Paul Tergat.

La gara si divide in due: la prima metà condotta a passo lento; la seconda a passo di carica. Dopo 5000 metri, il primo ad aumentare il ritmo è Paul Koech. All'ottavo chilometro rimangono in sei a contendersi le medaglie, tutti africani. A quel punto Paul Tergat fa uno strappo correndo 200 metri in 29 secondi: solo Gebrselassie è capace di rispondergli immediatamente. Tutti gli altri rimangono staccati. Il duo di testa percorre il nono km in 2'33"90 e l'ultimo km in un tempo ancora più basso: 2'31"46.

Gebrselassie aspetta il suono della campanella per tendere il suo agguato al keniota. Scatta fulmineo e percorre l'ultimo giro in 58"49. Tergat lo insegue ma non riesce a superarlo. I due giungono sul traguardo a poca distanza l'uno dall'altro; entrambi battono il record olimpico di oltre 13 secondi.

## Risultati

### Turni eliminatori
| 2 Batterie | 26 luglio | 41 partenti    | Si qualificano i primi 8 + i 4 migliori tempi. |
| Finale     | 29 luglio | 20 concorrenti |                                                |

### Finale
| Primatista mondiale   | 26'43"53 | Haile Gebrselassie | Presente |
| Primatista stagionale | 27'30"37 | Shem Kororia       | N. Qual. |

1. ↑  Record stabilito nel 1995.
2. ↑  Stabilito il 29 maggio.

| Pos | Paese   | Atleta              | Tempo    |
| --- | ------- | ------------------- | -------- |
|     | Etiopia | Haile Gebrselassie  | 27'07"34 |
|     | Kenya   | Paul Tergat         | 27'08"17 |
|     | Marocco | Salah Hissou        | 27'24"67 |
| 4   | Burundi | Aloys Nizigama      | 27'33"79 |
| 5   | Kenya   | Josphat Machuka     | 27'35"08 |
| 6   | Kenya   | Paul Koech          | 27'35"19 |
| 7   | Marocco | Khalid Skah         | 27'46"98 |
| 8   | Ruanda  | Mathias Ntawulikura | 27'50"73 |